# Panbang
Panbang är en ort i Bhutan.   Den ligger i distriktet Zhemgang, i den sydöstra delen av landet, 150 kilometer sydost om huvudstaden Thimphu. Panbang ligger 214 meter över havet och antalet invånare är 1 360.